# Dhu-laka
Dhu-laka är en ö i Eritrea.   Den ligger i regionen Södra rödahavsregionen, i den nordöstra delen av landet, 170 km öster om huvudstaden Asmara.